# راينر كرون
راينر كرون (بالألمانية: Rainer Crone)‏ هو مؤرخ الفن ألماني، ولد في 7 يونيو 1942، وتوفي في يونيو 2016.